# Церква Святої Параскеви (Залісся)
Церква Святої великомучениці Параскевії П'ятниці — діюча греко-католицька церква в селі Залісся, Золочівський район, пам'ятка архітектури місцевого значення.
У 1701 році парафія перейшла в УГКЦ. 
Теперішній, цегляний храм, був побудований у селі Залісся 1880 року.